# Tapentadol
Tapentadol, comercializado bajo la marca TAPENTALGIN ® en Argentina, es un analgésico opioide de la clase de los benzenoides con un doble modo de acción como agonista del receptor opioide μ y como inhibidor selectivo de la recaptación de noradrenalina (IRNA). La analgesia se produce a los 32 minutos de la administración oral y dura entre 4 y 6 horas.
Es similar al tramadol en su doble mecanismo de acción; a saber, su capacidad para activar el receptor opioide μ e inhibir la recaptación de norepinefrina. A diferencia del tramadol, sólo tiene efectos débiles sobre la recaptación de serotonina y es un opioide significativamente más potente sin metabolitos activos conocidos. El tapentadol no es un profármaco y, por lo tanto, no depende del metabolismo para producir sus efectos terapéuticos; esto lo convierte en una opción analgésica de potencia moderada útil para pacientes que no responden adecuadamente a opioides de uso más común debido a su disposición genética (metabolizadores lentos de CYP3A4 y CYP2D6), además de proporcionar un intervalo dosis-respuesta más coherente entre la población de pacientes.
La potencia del tapentadol se sitúa entre la del tramadol y la de la morfina, con una eficacia analgésica comparable a la de la oxicodona a pesar de una menor incidencia de efectos secundarios. Por lo general, se considera un opioide moderadamente fuerte. La Calculadora de Pautas sobre Opioides de los CDC estima un índice de conversación de 50 mg de tapentadol igual a 10 mg de oxicodona oral en términos de activación de receptores opioides.
El tapentadol fue aprobado por la FDA de los Estados Unidos en noviembre de 2008, por la TGA de Australia en diciembre de 2010 y por la MHRA del Reino Unido en febrero de 2011. En India, la Organización Central de Control de Normas de Drogas (CDSCO) aprobó los preparados de tapentadol de liberación inmediata (IR) (50, 75 y 100 mg) para el dolor agudo moderado a severo y y los preparados de liberación prolongada (ER) (50, 100, 150 y 200 mg) para el dolor agudo severo en abril de 2011 y diciembre de 2013 respectivamente.

## Contraindicaciones
Tapentadol está contraindicado en personas con epilepsia o que son propensos a las convulsiones. Aumenta la presión intracraneal por lo que no debe ser utilizado en personas con lesiones en la cabeza, tumores cerebrales, u otras condiciones que aumentan la presión intracraneal. Aumenta el riesgo de depresión respiratoria, por lo que no debe administrarse a personas asmáticas. Al igual que otros agonistas mu-opioides, el tapentadol puede provocar espasmos del esfínter de Oddi, por lo que se desaconseja su uso en pacientes con enfermedades del tracto biliar, como pancreatitis aguda y crónica. Las personas que son metabolizadores rápidos o ultrarrápidos de las enzimas CYP2C9, CYP2C19 y CYP2D6 pueden no responder adecuadamente al tratamiento con tapentadol. Debido a la reducción del aclaramiento, tapentadol debe administrarse con precaución a personas con enfermedad hepática moderada y en absoluto a personas con enfermedad hepática grave.